# イップス
イップス (yips) は、主にスポーツの動作に支障をきたし、突如自分の思い通りのプレー（動き）ができなくなる症状のこと。野球やゴルフ、テニス、ダーツなどのスポーツに多く見られる。学術的には局所性ジストニア（職業性ジストニア）と同義で考えられ、神経疾患に分類されている。脳の構造変化が原因といわれ、同じ動作を過剰に繰り返すことによって発症し得ることが明らかになっている。

## 解説
イップスという用語は、1930年前後に活躍したプロゴルファーのトミー・アーマーが、この症状によってトーナメントからの引退を余儀なくされたことで知られるようになった。アーマーは1967年に出版された自著『ABCゴルフ：単純な基本の組み合わせが上達の秘訣』(Tommy Armour's ABC's Golf) の中で、今までスムーズにパッティングをしていたゴルファーがある日突然緊張のあまり、カップのはるか手前のところで止まるようなパットしか打てなかったりカップをはるかにオーバーするようなパットを打ったりするようになる病気にイップス（yipsまたはyipe〈アメリカ英語〉は感嘆詞で「ひゃあ」「きゃあ」「うわっ」といった意味）と名づけた。この症状を説明するために、ゴルファーの間ではショートパット恐怖症、よろけ、イライラ、ひきつりなどと表現されてきた。
イップスの影響はすべての熟達したゴルファーの半数から4分の1くらいにおよぶ。アメリカ・ミネソタ州の大病院メイヨー・クリニックの研究者によれば、すべての競技ゴルファーのうち33 - 48%にイップスの経験がある。25年以上プレーしているゴルファーにそうなりやすい傾向がある。
ノンフィクション作家澤宮優は、著作『イップス』の中で、「イップス」は医学用語、学術用語ではなく「ノーコン」などと同類の通俗的呼称であると述べている。一方、中野研也は、イップスは職業性ジストニアの一つとしたうえで、スポーツ選手、作家、楽器の演奏家などの間で呼び名が異なることを指摘している。
イップスは長く心の問題だと考えられてきた。だが東京大学大学院総合文化研究科の工藤和俊はNHKの番組『又吉直樹のヘウレーカ!』（2020年9月2日放送）にて、イップスは心の問題ではないと指摘した。工藤によれば、イップスが心の問題だといわれる理由は、イップスになったことで思い通りに身体を動かすことができなくなったことによって起きる"動作不安"のことである。つまり、イップスでいう心の問題とは、イップスになった後に発生する。

## 治療
明確な治療法はまだ確立できていない。だが工藤和俊が2008年「イップス (Yips) と脳」（体育の科学）において、イップスが心の病ではないことを解説した後、医療機関や大学の研究室などで治療開発が進んでいる。感覚刺激弁別訓練や運動動作解析、筋膜の連動改善、重心の改善、練習方法の見直し（一定期間、該当動作を行わない）など、あらゆる方法が示されてきている。

## ゴルフ以外のスポーツでのイップス
イップスはゴルフに限らずあらゆるスポーツで見られるが、例えばテニスやオージーフットボール、クリケット、野球、サッカー、卓球などが挙げられる。アルゼンチンのテニスプレイヤー、ギエルモ・コリアは、世界ランク3位に位置していながらサービスのイップスに苦しんでいた。オーストラリアン・フットボールリーグ、セント・キルダのニック・リーウォルドもキックのイップスにかかった。クリケットでは、キース・メドリコットなどイップスにかかった複数の投手が、投球動作を終える前にボールを手放してしまう症状を抱えていた。
また、野球では投手、捕手、内野手に見られ（外野手もかからないわけではない）、特に投手と内野手には正確なボールコントロールが求められるため、死球や暴投などのトラウマからイップスに陥る場合が多い。イップスが原因でコンバートされる選手も少なくない。イップスが原因で守備コンバートを余儀なくされた選手に田口壮、三浦貴、土橋勝征などがいるが、荒木雅博や岩本勉のように克服する例や、田口や土橋のようにコンバート後に開花する例もある。捕手は投手への返球でイップスになる例が多く、阿部慎之助や相川亮二が現役中に一時、返球イップスに陥った経験を明かしている。
大リーグでも、二塁手であったが悪送球癖が出て、左翼手に転向し2年で引退したチャック・ノブロック、投手だったが暴投癖をもってしまいマイナーで打者に転向、後にメジャー再昇格してレギュラーになったリック・アンキール、二塁手でイップスを克服したスティーブ・サックスのような例がある。一方、ジョン・レスターのようにイップスとなってもそれ自体を克服するのではなく、工夫を凝らすことでプレーを続ける選手もいる。左投手のレスターは牽制球も含めてノーバウンドで一塁にボールを投げることができなかったため、一塁に送球する際は常にワンバウンド以上させて投げていた。
大リーグでは投手がイップスにかかることを、1970年代にピッツバーグ・パイレーツのエースとして活躍したものの突如極度の制球難に苦しみ引退を余儀なくされたスティーブ・ブラスにちなみ、スティーブ・ブラス病と呼ぶこともある。
ダーツでもイップスと同様の症状が知られており、「ダータイティス」と呼ばれる。
弓道、アーチェリーでは矢を発射する位置まで弓を引いたら無意識のうちにすぐに弦を離して矢を放ってしまう（本来は数秒間の「伸び」と呼ばれる動作によって、狙いと体勢を安定させてから弦を離す）症状があり、ともに「早気（はやけ）」と呼ばれる。逆に、弓を引いてそのまま弦を離せなくなる（矢を放つタイミングを失う）症状も、少なくとも弓道においてはよく知られており、「もたれ」と呼ばれる。
卓球では坂本竜介がこれに陥って武器としていたサーブに回転がかけられなくなった。
ボウリングでは、プロボウラーの長谷川真実がイップスにかかっていることを明かし、何度も投げ直しをする場面がテレビ番組『ボウリング革命 P★League』でみられた。

## スポーツ以外でのイップス
スポーツ以外でも、鉛筆で字が書けない、美容師やトリマーがハサミを使えない、演奏家が楽器を弾けないなど人間の普遍的な動作に発現する。これらは広義にジストニアと呼ばれるが、『イップス 魔病を克服したアスリートたち』によれば、症状はイップスと同じである。

## イップスを扱った作品
- ノンフィクション
  - 『イップス 魔病を克服したアスリートたち』（澤宮優、KADOKAWA, 2018年）
著名なプロ野球選手（岩本勉、森本稀哲、土橋勝征）、プロゴルファー（佐藤信人、横田真一）のイップス克服を描いている。イップスを治すためのコーチ（守備コーチ、投手コーチなど）との二人三脚のストーリーは指導者側から見たイップスも分析している。発症、克服方法、問題点を指摘。他のスポーツの事例、神経内科などの医学、スポーツ心理学を専門とする大学教授らの分析も踏まえ、メンタル面だけでなく、ジストニア説を論じ、医学的な克服方法にも言及する。ここではテニスのサーブ、ストローク、体操（跳馬でスタートが切れない）、ウエイトリフティング、棒高跳び、弓道、卓球、野球の走者（走塁イップス）などの事例も紹介され、特に野球での打撃投手やブルペン捕手にイップスが見られる点、メンタル面よりも技術的な欠陥からイップスを発症しやすい点を述べている。
  - 『打撃投手 天才バッターの恋人と呼ばれた男たち』（澤宮優、講談社、2011年）
松井秀喜、清原和博、イチローらなどの打撃投手を務めた野球人たちの人生を描いたノンフィクション。押見の打撃投手を務めてイップスになった人や、元読売ジャイアンツ選手で横浜ベイスターズの打撃投手を務めた入来祐作がイップスになった経験談が綴られる。本書でもスポーツ心理学の大学教授からイップスの原因、克服方法、他の種目の事例が示されている。
- 小説
  - 『空中ブランコ』（奥田英朗、文藝春秋、2004年、単行本 ISBN 978-4-16-322870-9、文庫 ISBN 978-4-16-771102-3） - サーカスの空中ブランコ乗りやプロ野球選手などのイップスに陥った人々が、主人公である精神科医を受診する。
  - 『守備の極意（英語版）』（チャド・ハーバック、日本語版 早川書房、2011年、上巻 ISBN 978-4-15-209386-8、下巻 ISBN 978-4-15-209387-5） - 大学野球の名ショートが悪送球からイップスに陥り、登場人物たちの人生に変化が生じていく。
  - 『ライバル』（川上健一、PHP研究所、2014年、ISBN 978-4-569-81849-8） - 高校のゴルフ部員である宇希恵がイップスに陥るが、同じく部員で幼馴染の葉奈と力を合わせ克服しようとする。
  - 『ツルネ -風舞高校弓道部-』 - 物語冒頭で、主人公が早気になっている。
- 漫画
  - 『プロゴルファー猿』（藤子不二雄Ⓐ、小学館） - 「パット病」
  - 『笑ゥせぇるすまん』（藤子不二雄Ⓐ、小学館） - 「イップス病」
  - 『MAJOR』（満田拓也、小学館、アニメ版作品名は『メジャー6』） - リトルリーグ編及びメジャーリーグ編。リトルリーグ編では、デッドボール恐怖症として登場する。
  - 『テニスの王子様』（許斐剛、集英社）
  - 『ダイヤのA』（寺嶋裕二、講談社） - 主人公が1年の時の夏の西東京大会決勝で頭部に死球を当ててしまい、その死球から流れが変わり負けにつながったことを悔やみインコースに投げることができなくなった。
  - 『あひるの空』（日向武史、講談社）
  - 『あしたのジョー』（原作：高森朝雄、画：ちばてつや、講談社） - 主人公がライバルをリング禍で死なせてしまったことによって重度のイップスを発症、対戦相手の顔面を打てないというプロボクサーとして致命的な状態に陥る。
  - 『火ノ丸相撲』（川田、集英社）
  - 『群青にサイレン』（桃栗みかん、集英社）
- アニメ
  - 『かぐや様は告らせたい〜天才たちの恋愛頭脳戦〜』 - 第5話 Bパート
  - 『ヒーリングっど♥プリキュア』- 第8話
- テレビドラマ
  - 『プロゴルファー花』（読売テレビ制作・日本テレビ系列放送、主演：加藤ローサ、2010年放送）
  - 『刑務所のルールブック』（韓国tvN、主演：パク・ヘス・チョン・ギョンホ、2017年 - 2018年放送）
  - 『イップス』（フジテレビ系列放送、主演：篠原涼子・バカリズム、2024年放送）